# AIDAcara
L'Astoria Grande è una nave da crociera, costruita nel 1996 dai cantieri Kvaerner Masa-Yards in Finlandia e appartenuta per 25 anni alla AIDA Cruises. Nel 2021 è stata venduta a un compratore non dichiarato.